# Roncus podaga
Roncus podaga är en spindeldjursart som beskrevs av Bozidar P.M. Curcic 1988. Roncus podaga ingår i släktet Roncus och familjen helplåtklokrypare. Inga underarter finns listade i Catalogue of Life.